# Малов, Вячеслав Алексеевич
Вячеслав Алексеевич Малов (род. 23 июня 2004, Новосибирск) — российский хоккеист, нападающий. Мастер спорта России (2023)

## Биография
Начинал заниматься хоккеем в «Кристалле» Бердск, с 2013 года — в школе «Сибири», с 2019 года — в системе омского «Авангарда». С сезоне 2021/22 стал играть за команду МХЛ «Омские ястребы», был признан лучшим новичком сезона. В следующем сезоне также провёл пять матчей за «Омские крылья» в ВХЛ. 4 декабря 2023 года был отдан в аренду в нижегородское «Торпедо», за которое дебютировал в КХЛ 19 декабря в домашнем матче против «Спартака» (2:5).
Победитель хоккейного турнира зимних юношеских Олимпийских игр 2020 года.
Младший брат Денис также хоккеист.